# 芬兰人名
芬兰人名：根据法律规定一个芬兰人必须有一个姓氏（芬蘭語：sukunimi）和至少一个前名（芬蘭語：etunimi）。前名最多只能有四个。通常称呼名（芬蘭語： 或 ）是前名中的一个，大多数情况下是第一个前名。

## 姓氏
芬兰女性通常在结婚时改用丈夫的姓氏。有时把娘家姓跟夫家姓用连字符组成为双姓氏。另外丈夫也有可能采用妻子的姓氏。
在芬兰最常见的姓氏是：科尔霍宁（Korhonen）、维尔塔宁（Virtanen）、迈基宁（Mäkinen）、涅米宁（Nieminen）、迈凯莱（Mäkelä）、海迈莱宁（Hämäläinen）、莱内（Laine）、海基宁（Heikkinen）、科斯基宁（Koskinen）和耶尔维宁（Järvinen）。

### 芬兰姓氏历史及起源
芬兰最早的时候每人只有前名。为了区别相同名字的人会使用附加名。在芬兰东部和西部有两种在各种文件上使用附加名的绝然不同的传统。在芬兰西部曾把父名、母名和庄园农场名字作为附加名记录在各种文件上。芬兰东部则在19世纪末期和20世纪初期开始使用承传家族的姓氏。以前的研究曾做出判断认为，因为在芬兰西部的人口登记本上统治阶层之下的普通民众并没有经常性地登记附加名，所以附加名根本就不存在。但是在芬兰西部确实曾登记过芬兰语的附加名，且其中一些在17及18世纪强势的瑞典化时期还得以保存下来。可以明显确定的是，下层民众的附加名在日常生活中比在正式文件中使用的更频繁。不管怎样，芬兰西部和东部两种不同的名字使用方式决然不同。这种不同不光光是出现在文件登记中，也显示出从中世纪以来芬兰东西部所选择的不同的民族文化。

#### 西部与父名、母名和庄园名字相等的附加名
在芬兰西部使用姓氏之前，除用前名之外还用父名作为附加名来区分。父名是由父亲的名字加上“之子”或“之女”的后缀（例如：Juho Juhonpoika 尤霍·尤霍之子，或 Maria Juhontytär 玛丽亚·尤霍之女）。父名只是在正式场合使用，而不在日常生活中使用。在芬兰父名并没有演变成姓氏。在正式文件中这些名字是用瑞典语的名字形式登记的。例如一个母语为芬兰语的下层民众的芬兰语名为 Juho Juhonpoika，在文件中则会填写为瑞典语名字 Johan Johansson。对于未婚而出生的私生子，则会用母名：母亲名字加上“之子”或“之女”的后缀。父名和母名之后可能会加注住处的名字。这种芬兰西部的附加名使用方式跟同时期在瑞典形成的方式特别近似。
很多芬兰西部的姓氏来自庄园农场的名字。庄园农场的名字也用作里面住户的附加名，从而变成姓氏。这些名字中有一部分是跟地形相关，例如芬兰第五大姓迈凯莱（Mäkelä，其中的词根原型意为“小山”），这个姓氏也是芬兰不以  结尾的第一大姓。这些名字的另一部分是将后缀  或  加在农场主的前名之后。例如马尔库拉（Markkula）这个姓氏，它是由表示“某某之地”的后缀  加在叫马尔库（Markku）的农场主名字之后而成为这个庄园农场的名字，这个庄园农场名字又成为农场住户的附加名，再而成为他们的姓氏。也有不多见的庄园农场名是由农场主的妻子的名字变来的，如迈娅拉（Maijala，迈娅  为女子名）。

#### 芬兰东部旧时的姓氏
在芬兰东部中世纪起普通阶层的民众就有姓氏的传统。这种传统在萨沃和卡累利阿地区从瑞典统治时期一直保留到俄帝国之下芬兰自治的大公国时期。在最早的书目记载中就有芬兰东部的姓氏，并至少在16世纪中期以来就能从宗谱学上证明这些姓氏是在家族中留传的。通常芬兰东部相同姓氏的人都来源于同一家族。跟芬兰西部不一样，芬兰东部姓氏的继承性是自古就有的传统。
很多芬兰常用的姓氏是以后缀 （指小词缀）结尾的，这种情况在萨沃方言区里有上百年的传统。例如芬兰第一大姓科尔霍宁（Korhonen）、第六大姓海迈莱宁（Hämäläinen）和第八大姓海基宁（Heikkinen）都是芬兰东部旧时的姓氏。而在女子的姓氏中后缀  可能用表示女性的后缀  来代替。在芬兰东部很久以来女子在结婚之后保留自己的姓氏。例如科尔霍宁（Korhonen）家的女孩用科尔霍塔尔（Korhotar）作她的姓氏，而当她结婚后保留此姓氏。

#### 芬兰西部民族浪漫主义时期的新的姓氏
在19世纪中期之后芬兰语的姓氏基本上只在芬兰东部的农民和工人家族中才有。如同在瑞典及其它欧洲国家一样，在芬兰西部农民和工人家庭中还没使用姓氏。芬兰西部的农村人口在19世纪后期连姓氏这个单词都没听说过。在19世纪快结束时芬兰西部的农村人口才开始有姓氏。这时在芬兰西部也开始时兴以后缀  结尾的姓氏。这些新的姓氏通常来源于非表示动物的自然环境中。五个最常用的这种形式的姓氏是维尔塔宁（Virtanen， 意为“溪流”）、迈基宁（Mäkinen， 意为“小山”）、涅米宁（Nieminen， 意为“半岛”）、科斯基宁（Koskinen， 意为“急流”）和耶尔维宁（Järvinen， 意为“湖泊”）；这些姓氏分别是芬兰第二、第三、第四、第九和第十大姓。人们可能根据他们的住处而选择这些跟自然环境相关的单词，但又不愿直接使用这些单词作为姓氏，因为添加后缀  之后这个单词才觉得像是一个姓氏。跟这种情况类似的是将后缀  添加在一些与自然环境不相关的褒义词之后，例如索米宁（Suominen， 意为“芬兰”）和托伊沃宁（Toivonen， 意为“希望”）。
稍后才流行类似性质而不用后缀  的姓氏。这样的姓氏最常见的是莱内（Laine，意为“小的波浪”）。

#### 统治阶层的姓氏
在芬兰东部和西部统治阶层（贵族、神父和资本家）的人们很早就有姓氏，这些姓氏通常是瑞典语或德语姓氏。统治阶层的姓氏中也有一些是来源于芬兰语的家族或住处的名字，但是添加一些拉丁语后缀  或  来表明统治阶层身份，例如托佩柳斯（Topelius，来源于叫Ylä-Toppila的庄园农场）。从这些姓氏中一般可以推测到其所属的阶层。

#### 外语姓氏芬兰语化

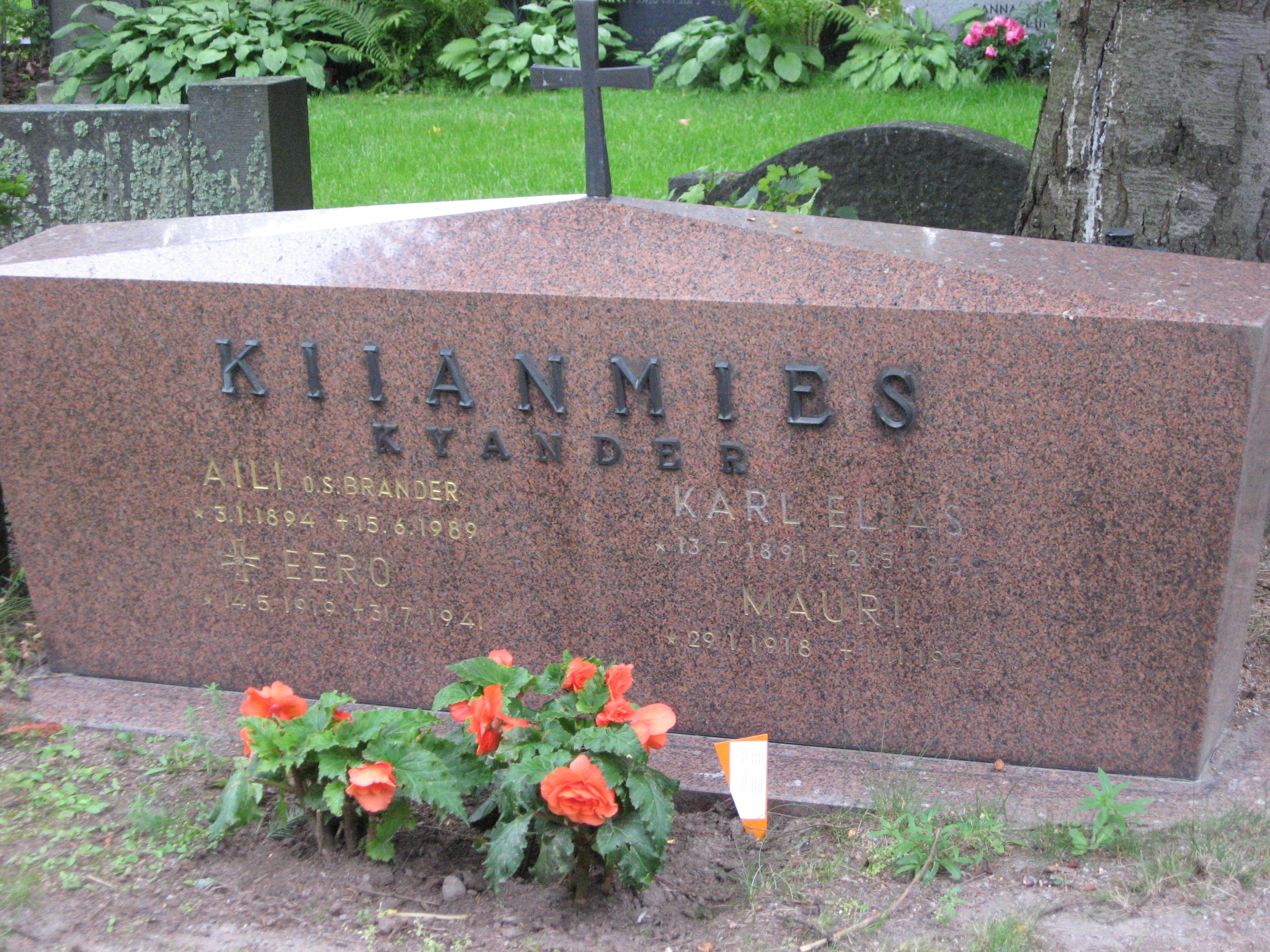
位于坦佩雷的一个墓碑上有瑞典语姓氏基安德（Kyander）及芬兰语化后的姓氏基安米耶斯（Kiianmies）

芬兰民族主义者特别强调芬兰人要使用芬兰语的姓氏。统治阶层的人们在20世纪初期掀起了一场将自己的外语姓氏改成芬兰语姓氏的运动。在1906年和1935年上万人启用芬兰语的姓氏。跟以往不同的是，这时期的姓氏大多数是使用连字号的复合词和瑞典语姓氏的直译。

### 有关姓氏的法规
芬兰的法律规定每个人必须有姓氏。《姓氏法》最早在1921年生效，该法规定那些没有姓氏的芬兰公民必须在限定的时间内给自己取一个姓氏。强制采用姓氏的原因是为了防止在行政管理中出现混乱，特别是刑事犯罪记录的管理中。
芬兰法律规定刚出生的小孩取得父母的姓氏。如果父母的姓氏是相同的，那么小孩（亲生或收养）也取该姓氏。如果父母姓氏不同，那么小孩取父母申报的父母姓氏中的一个。如果父母没有申报，那么小孩取母亲的姓氏。同一家庭的小孩必须取相同的姓氏，而不能例如给头生子取父亲的姓氏而给幺子取母亲的姓氏。
姓氏可以改变，但需要满足一些条件。

### 结婚时的姓氏安排
结婚时配偶可以保留各自的姓氏，或者配偶一方可以在自己的姓氏之后用连字符添加另一方的姓氏（所谓的“双姓氏”）。双姓氏是由两个姓氏合成，中间用连字符（例如“维尔塔宁-科尔霍宁”）。双姓氏中第一个是自己原有的姓氏，第二个是配偶的姓氏。这样的双姓氏不能留传给后代。
芬兰结婚时的姓氏安排随着时代不同而变换。传统的方式是妻子保留自己的姓氏。但这种方式在19世纪后期开始改变。1929年的婚姻法规定妻子必须取丈夫的姓氏或用双姓氏。1986年的新婚姻法却规定配偶可以取相同的姓氏、保留各自的姓氏、或者配偶任意一方可以取双姓氏。
在2003年结婚的配偶中81%使用丈夫的姓氏（包含妻子取双姓氏），1.3%使用妻子的姓氏（包括丈夫取双姓氏）。自1986年起使用妻子的姓氏和保留各自姓氏的配偶数量一直在上升。

#### 注册伴侣关系中的姓氏安排
法律规定在同性伴侣的注册伴侣关系中配偶双方的姓氏不因伴侣关系的结合而改变。

## 前名
很多芬兰前名来源于基督教的《圣经》中，而这当中很多又有希伯来文来源。在芬兰名字年鉴中大约40%的前名具有宗教来源。如同其它西方国家一样来源于古希腊和古罗马时期的前名也很普遍，如马库斯（Markus）和劳拉（Laura），这些名字同时也是基督教中的圣人的名字。一些源自日耳曼人（如埃罗  和埃玛 ）和凯尔特人的名字也很普遍。一些有字面意义的名字也不少（如萨图 ，女子名，意为“童话”；沃科 ，女子名，意为“银莲花”）。民族浪漫主义又挖掘出一批旧时的名字：芬兰民族史诗《卡勒瓦拉》是这样一些名字的来源。同时一些古老的芬兰名字在19世纪和20世纪又重新启用。
不同前名的受欢迎度经常变化。芬兰人当中女性的名字较为灵活，喜欢给女孩取新创的名字，但给男孩经常取比较传统的名字。通常不会给小孩取父母辈中常用的名字，至少不会是第一个前名。父母辈的名字又有可能在他们的孙辈中再次受欢迎。常用名的受欢迎度频率跨度超过一百年。例如在2000年代小孩最受欢迎的名字埃玛（Emma）在上一次最受欢迎的时候是19世纪末期。当然也有一些前名在各个年龄段中的人都能找到，很多这样的名字普遍是作为第二或第三个前名，在家族中一代接一代地出现。
芬兰人的整个前名中，通常是最长的前名在最后。例如佩卡·安蒂·约翰内斯（Pekka Antti Johannes），其中约翰内斯是前名中最长的一个，放在最后。
根据《名字法》规定，前名在字面意思上不能有不合适的地方，或者对持有人造成妨碍。除非特殊情况，前名不能再外形上和写法上违反芬兰取名的一般规则。男孩不能取女孩名，女孩不能取男孩名。姓氏也不能当作前名来用。在有争议的情况下由法务部下属的名字委员会来决定。
芬兰所有的常用前名都标注在名字年鉴中的某一天。这一天作为持有该前名的人的名字日。每五年往名字日年历中添加新的前名，上一次是在2015年。

### 称呼名
如果一个人有好几个前名，其监护人或自己可以从中选择一个作为自己的称呼名。通常情况下使用第一个前名作为称呼名，但也有人使用第二个或第三个，甚至两个前名一起作为称呼名。也有人使用前名的首字母组合，或者添加其它前名首字母来区分其它同姓同名的人。
称呼名的用法并没有法律可循，其用法是由习惯法来定的。称呼名可以登记在芬兰的人口信息系统里。在表格和名单中，称呼名通常用斜体字或下划线来标识，或者称呼名另行填写或显示。

### 前名和性别
芬兰《名字法》规定在前名中“男孩不能取女孩名，女孩不能取男孩名”。但在芬兰有一些前名既可以作为男子名，又可以作为女子名。例如在2000-2009年间叫“凯诺”（Kaino）的有17个男子和15个女子。
在芬兰独立后的第一位总统斯托尔贝里就禁止人们取于自己性别相反的前名。他认为有的妇女因前名不明确的原因而征召入伍过。

### 自古就有的前名
自古就有的芬兰人前名一般跟季节、英勇、对幸福的期望、职业或者家族住的房子名字有关。女子的前名一般是以-kki结尾的。例如托伊沃（Toivo，男子名，意为“希望”）和图莉基（Tuulikki，女子名，Tuuli 意为“风”，再以-kki后缀结尾）就是自古就有的芬兰前名。

### 本族语的前名
由于以前在芬兰的官方行政语言一直以瑞典语优先，很多即使母语为芬兰语的人也使用瑞典语名字。在19世纪民族觉醒时期，人们开始把自己的名字芬兰语化，于是新创了一大批用本族语芬兰语命名的前名，例如沃伊托（Voitto，男子名，意为“胜利”，从拉丁语系的Victor名字翻译而来）、劳哈（Rauha，女子名，意为“和平”）。

### 跟自然环境相关的前名
在2011年的芬兰名字年鉴里有超过80个前名跟自然环境相关。例如，男子名有奥措（Otso，意为“熊”）、韦萨（Vesa，意为“幼苗”或“嫩枝”）、托科（Touko，意为“春季农活”或“正在生长的农作物”）等；女子名有赫尔米（Helmi，意为“珍珠”）、苏薇（Suvi，意为“夏天”）、鲁苏（Ruusu，意为“玫瑰”）等。

### 其它类型的前名
起源于地名的前名有：伊娜丽（Inari，芬兰北部有同名的伊纳里市镇）、萨娜（Saana，芬兰北部的山峰名）、萨拉（Salla，芬兰北部有同名的萨拉市镇）。
芬兰姓名法允许使用从父母的名字添加“之子”或“之女”后缀的名字，例如尼隆波伊卡（Niilonpoika，意为“尼洛 Niilo 之子”）、毛农蒂泰尔（Maununtytär，意为“毛努 Maunu 之女”）。
有的女子名是从男子名中改变后缀得来的，反之亦然，如亚尔诺（Jarno）和亚尔娜（Jarna）。

## 读法和用法的注意事项
在拼读或翻译芬兰语人名时需要注意的是：在芬兰语里字母“j”的读音跟汉语拼音里的“y”相像，而字母“y”的读音跟汉语拼音里的“ü”相像。读字母“r”时舌尖要颤动。
当用非芬兰语键盘写芬兰人名时（例如在电子邮件地址里），带两点的字母“ä”和“ö”通常分别用字母“a”和“o”来代替，瑞典语字母“å”也用字母“a”来代替（例如， 可以写为 ）。这样的写法不是可以互换的，但人们通常可以猜出该名字的原本写法是怎样。它们不是语音上的变音符号，所以不能像在德语里那样用“ae”和“oe”来代替。